# Гелена Картер
Гелена Картер (англ. Helena Carter), ім'я при народженні Гелен Рікертс; 24 серпня 1923 — 11 січня 2000 року) — американська актриса 1940-1950-х років.
Найбільше відома за фільмами «З незапам'ятних часів» (1947), «Що навіяв вітер» (1947), «Інтрига» (1947), «Річкова леді» (1948), «О'Флінн, що б'ється» (1949), «Розпрощайся із завтрашнім днем» (1950), «Форт Ворт» (1951), «Череп і кістки» (1951), «Гнівні горни» (1952), «Золотий яструб» (1952) та «Загарбники з Марса» (1953).

## Ранні роки життя та початок кар'єри
Гелена Картер, ім'я при народженні Гелен Рікертс, народилася 24 серпня 1920 (за іншими відомостями, 1923 ) в Нью-Йорку в сім'ї ірландського походження.
У дитинстві Гелен жила переважно в Ірландії, у графстві Керрі. У підлітковому віці повернулася до Нью-Йорка, де закінчила школу, а потім отримала диплом бакалавра в Гантерському коледжі, вступивши до магістратури Колумбійського університету, де вивчала англійську літературу .
Під час відвідування Радіо-Сіті в Нью-Йорку привернула до себе увагу власника найбільшого модельного агентства Гаррі Коновера, який переконав її стати моделлю. Відомий фотограф Дік Айзекс зробив з нею кілька фотографій для обкладинок, що привернув до неї певний інтерес, і продюсер Леонард Голдстейн із Universal-International запропонував їй кіноконтракт .

## Кар'єра у кіно
1946 року Картер підписала з Universal семирічний контракт. Взявши ім'я Гелена Картер, вона дебютувала в кіно в історичній мелодрамі « З незапам'ятних часів» (1947), зігравши важливу роль другого плану Дори Дрейк, багатої спадкоємиці з Бостона, яка одружує на собі перспективного композитора, розраховуючи досягти, таким чином, слави. Однак коли він не витримує морального пресу її сім'ї й зриває проплачений її батьком концерт у Нью-Йорку, Дора почувається зганьбленою і уникає чоловіка. Наступною картиною Картер на Universal стала музична комедія «Що навіяв вітер» (1947) з Діною Дурбін у головній ролі. У тому ж році вона зіграла одну з головних ролей у незалежній кримінальній пригодницькій драмі «Інтрига» (1947) за участю Джорджа Рафта та Джун Гевок, поставивши в образі соціального працівника, яка вірить у героя Рафта, колишнього військового льотчика, який вплутався у нелегальну торгівлю у Шанхаї, але після серії подій усвідомив порочність своїх дій і вирішив знищити нелегальний бізнес.
Рік по тому на Universal вийшов вестерн «Річкова леді» (1948) з Івонн де Карло в ролі Секвін, могутньої господині річкового казино, яка закохується в лісоруба Дена Коррігана (Род Камерон), і щоб заволодіти його серцем, купує лісопилку, де той працює, призначаючи його керуючим. Картер грає в цій картині роль Стефані, доньки колишнього власника лісопилки, яка розкриває Дену очі на дії Секвін, після чого той розриває з нею заручини, одружується на Стефані і організує власний бізнес. Це був єдиний фільм Картер протягом того року. У 1948 році фото Картер було опубліковано на обкладинці журналу «Лайф»
У травні 1948 року Картер попросила Universal відпустити її зі студії, а в жовтні 1948 року відмовилася грати в комедії про Ма і Па Кеттлів. У листопаді 1948 року Universal погодилася відпустити її, якщо вона поверне гонорар, одержаний нею з вересня. Як зазначалося, студія отримала достатньо від здачі її в оренду продюсерським компаніям Дугласа Фейрбенкса та Джорджа Рафта, щоб платити їй зарплату протягом двох років .
На початку 1949 року продюсерська компанія Фейрбенкса випустила пригодницький екшн «О'Флінн, що бореться» (1949). Як написав у «Нью-Йорк таймс» кінокритик А. Вейлер, у цій картині Фейрбенкс у великій ролі представника ірландської шляхти майже самостійно запобігає вторгненню наполеонівської армії до Ірландії. У цю картину, де солює Фейрбенкс, «менш видатний, але солідний внесок робить і Гелена Картер у ролі прекрасної дами, яка зачарована його справами та „сприйняттям його слів“» .
У 1950 році Картер повернулася на Universal для зйомок у пригодницькій мелодрамі «Грішник південних морів» (1950), яку Бослі Краузер в Нью-Йорк Таймс назвав «сміховинним, романтично-нудним фільмом, в якому стільки ж аромату південних морів, скільки в папаї з придорожнього бару», де Картер зіграла «суто домашню дівчину», в яку закохується головний герой (Макдональд Кері). У тому ж році Картер пішла в оренду на студію Warner Bros для зйомок у фільмі нуар «Попрощайся із завтрашнім днем» (1950) з Джеймсом Кегні в ролі жорстокого і розумного злочинця Ральфа Коттера, який, втікши з в'язниці, влаштовується в невеликому місті, де починає пробиватися до вершин влади. Він знайомиться з Маргарет Добсон (Гелена Картер), яка виявляється донькою неформального голови міста, що володіє місцевим сталеливарним заводом. Між Маргарет і Ральфом починається роман, який закінчується шлюбом, проте Ральфа незабаром вбиває його стара мстива подружка .
У вестерні Warner Bros «Форт Ворт» (1951) Картер зіграла роль Емі, колишньої нареченої головного героя Неда Брітта (Рендольф Скотт), який вступає в боротьбу з махінаціями власника великого тваринницького бізнесу. Після повернення до Форт-Верта, Емі заявляє, що після розлучення з ним мала романтичні стосунки з його найкращим другом (Девід Брайан), що призводить до напруженості у відносинах між друзями . Іншим фільмом цього року для Картер стала пригодницька комедія Universal «Череп і кістки» (1951), дія якої відбувається наприкінці 17 століття в Чарльстоні, Південна Кароліна. Тут Картер зіграла головну жіночу роль благородної британської пані, яка закохується у місцевого хлопця. В силу обставин він стає піратом, після чого вони разом викривають корумповану владу Чарльстона .
Дія історичної романтичної мелодрами Warner Bros «Гнівні горни» (1952) починається під час громадянської війни в США, коли між полковником Шафтером (Рей Мілланд) та капітаном Гарнеттом (Г'ю Марлоу) виникає конфлікт. Десять років по тому вони знову опиняються разом на одній заставі в Північній Дакоті, якою командує Гарнетт. Коли там з'являється красуня Джозефін Рассел (Картер), обидвоє закохуються в неї. Щоб позбавитися суперника, ревнивий капітан відправляє Шафтера зі смертельно небезпечним розвідувальним завданням, вважаючи, що той загине. Однак Шафтер повертається, гідно виконавши завдання, чим завойовує серце Джозефіни. На думку історика кіно Денніса Шварца, «ніхто з цього любовного трикутника не демонструє справжньої гри» .
В історичному пригодницькому екшні «Золотий яструб» (1952), дія якого відбувається в XVII столітті під час війни між Францією, Іспанією та Британією в Карибському морі, знаменитий французький капер на прізвисько Золотий яструб (Стерлінг Гейден) захоплює в полон наречену іспанського губернатора Луїса дель Торо (Джон Саттон), що призводить до морського протистояння між ними, поки у фіналі не з'ясовується, що Золотий яструб — син губернатора. Як написав Бослі Краузер у «Нью-Йорк Таймс» після виходу фільму, у цій картині «Хейден розмахує кинджалом і виблискує злегка шахраєм оком у ролі великого благородного пірата, Ронда Флемінг бризкає слиною і димиться в ролі запальної піратки, яка насправді виявляється британською плантаторкою, Джон Саттон поступово гуде як бензопила у ролі хитрого англійського аристократа, а Гелена Картер солодко зітхає у ролі милої панночки, якою зневажають. Кожен із акторів робить все можливе, щоб зробити хоч щось із цієї невдалої постановки історії Френка Єрбі, але в результаті все виходить безладно і заплутано, і люди просто розгулюють у яскравих костюмах».
У пригодницькому фільмі Columbia Pictures «Слідопит» (1952) за романом Джеймса Фенімора Купера про війну індіанців і французів у Північній Америці в 1750-і роки Картер зіграла Елісон, хоробру англійку, яка добре говорить французькою мовою, яка разом з індіанським скаутом на ім'я Слідопит (Джордж Монтгомері) за дорученням англійців прямує з розвідувальним завданням до табору французів .
Останньою роботою Картер у кіно став науково-фантастичний фільм « Загарбники з Марса» (1953). У цій картині марсіанський корабель приземляється на Землі, після чого марсіани швидко беруть під свій контроль усіх жителів у найближчій окрузі, перетворюючи їх на подібних зомбі істот. 12-річний хлопчик Девід, який був свідком появи марсіан, нарешті знаходить двох людей, які йому вірять — лікарки Блейк (Гелена Картер) та лікаря Келстона (Артур Франц). Перевіривши історію хлопчика, лікарі викликають збройні сили, але зрештою Блейк і Девід стають бранцями на кораблі марсіан, звідки їх героїчно рятує американський полковник, після чого американці підривають корабель марсіан. Сучасний історик кіно Патрік Легар назвав фільм «захоплюючою невеликою картиною, яка виглядає досить добре», а історик кіно Денніс Шварц назвав його «приємним фільмом категорії В, хоча і не настільки хорошим, як передбачає його репутація» .

## Акторське амплуа та оцінка творчості
Як було зазначено в Лос-Анджелес Таймс, Гелена Картер була «енергійною рудоволосою красунею», яка починала як модель, а в 1947 році дебютувала в кіно, граючи різних героїнь у фільмах категорії В наприкінці 1940-х і в на початку 1950-х років.
Як зазначив історик Гарріс М. Ленц, «аж до початку 1950-х років Картер зіграла головні ролі в дюжині фільмів» , серед яких «З незапам'ятних часів» (1947), «Річкова леді» (1948), «О'Флінн, що б'ється» (1949), «Попрощайся із завтрашнім днем» (1950) та «Форт Ворт» (1951) . На думку багатьох істориків кіно, «найбільше Картер відома за роллю лікарки Пет Блейк у класичному науково-фантастичному фільмі „Загарбники з Марса“ (1953)»  .

## Особисте життя
Гелена Картер була одружена двічі. Вперше вона була недовго одружена в 1940-і роки .
У січні 1954 року Картер вийшла заміж за телепродюсера Майкла Хіллела Мешекоффа (англ. Michael Hillel Meshekoff) у мексиканському курортному місті Енсенада, після чого пішла з кіно. Після смерті чоловіка в 1997 році Гелена Картер продовжувала жити в Беверлі-Гіллз.

## Смерть
Гелена С. Мешекофф (англ. Helena C. Meshekoff), померла 11 січня 2000 року на 80-му році життя в Калвер-Сіті у Лос-Анджелесі в Каліфорнії .

## Фільмографія
| Рік  |   | Українська назва              | Оригінальна назва       | Роль                               |
| ---- | - | ----------------------------- | ----------------------- | ---------------------------------- |
| 1947 | ф | З незапам'ятних часів         | Time Out of Mind        | Дора Дрейк                         |
| 1947 | ф | Що навіяв вітер               | Something in the Wind   | Кларисса Прентіс                   |
| 1947 | ф | Інтрига                       | Intrigue                | Лінда Паркер, вона ж Лінда Арнольд |
| 1948 | ф | Річкова леді                  | River Lady              | Стефані Моррісон                   |
| 1949 | ф | Б'ється О'Флінн               | The Fighting O'Flynn    | леді Бенедетта                     |
| 1950 | ф | Попрощайся із завтрашнім днем | Kiss Tomorrow Goodbye   | Маргарет Добсон                    |
| 1950 | ф | Грішник південних морів       | South Sea Sinner        | Маргарет Лендіс                    |
| 1951 | ф | Череп та кістки               | Double Crossbones       | леді Сільвія Копленд               |
| 1951 | ф | Форт Ворт                     | Fort Worth              | Емі Брукс                          |
| 1952 | ф | Гнівні горни                  | Bugles in the Afternoon | Джозефін Рассел                    |
| 1952 | ф | Золотий Яструб                | The Golden Hawk         | Бланка де Вальдіва                 |
| 1952 | ф | Слідопит                      | The Pathfinder          | Уелком Елісон                      |
| 1953 | ф | Загарбники з Марса            | Invaders from Mars      | лікар Пет Блейк                    |

- Гелена Картер на сайті IMDb
- Гелена Картер на сайті AllMovie
- Гелена Картер на сайті Turner Classic Movies